# 長谷啓之助
長谷 啓之助（はせ けいのすけ、1866年 - 没年不明）は、日本の実業家。料理業、満洲代表。

## 人物
広島県沼隈郡山南村（現・福山市）出身。1895年、長崎県佐世保市に来住して実業に従事する。花園遊廓創業者の1人である。花園町評議員に挙げられる。住所は佐世保市花園町。